# Lastheneia av Mantinea
Lastheneia av Mantinea, död efter 347 f.Kr, var en grekisk filosof. Hon var elev till först Platon och efter hans död hos Speusippos. Hon ska också ha haft ett förhållande med Speusippos. Lastheneia studerade utklädd till man.